# Central Arizona Project
El Proyecto Central Arizona (en inglés: Central Arizona Project, literalmente "Proyecto Arizona Central") es un canal de derivación de 336 millas (541 km) en Arizona al suroeste de los Estados Unidos. El acueducto desvía el agua del río Colorado desde Lake Havasu City, cerca de Parker en el centro y el sur de Arizona. El acueducto es el sistema más grande y más caro jamás construido en los Estados Unidos. Es administrado y operado por el distrito de Arizona Central de Conservación del Agua (CAWCD). Fue promovido a través del Congreso por Carl Hayden, senador de Arizona desde 1927 hasta 1969. 
La PAC ofrece el agua del río Colorado, ya sea directamente o mediante el intercambio, en el centro y el sur de Arizona. El proyecto fue concebido para proporcionar agua a casi un millón de acres (405.000 hectáreas) de las zonas de regadío de tierras agrícolas en Maricopa, Pinal, y los condados de Pima, así como el agua municipal para varias comunidades de Arizona, incluyendo las áreas metropolitanas de Phoenix y Tucson.